# Erica massonii
Erica massonii är en ljungväxtart som beskrevs av Carl von Linné d.y.. Erica massonii ingår i släktet klockljungssläktet, och familjen ljungväxter. Utöver nominatformen finns också underarten E. m. minor.

## Bildgalleri

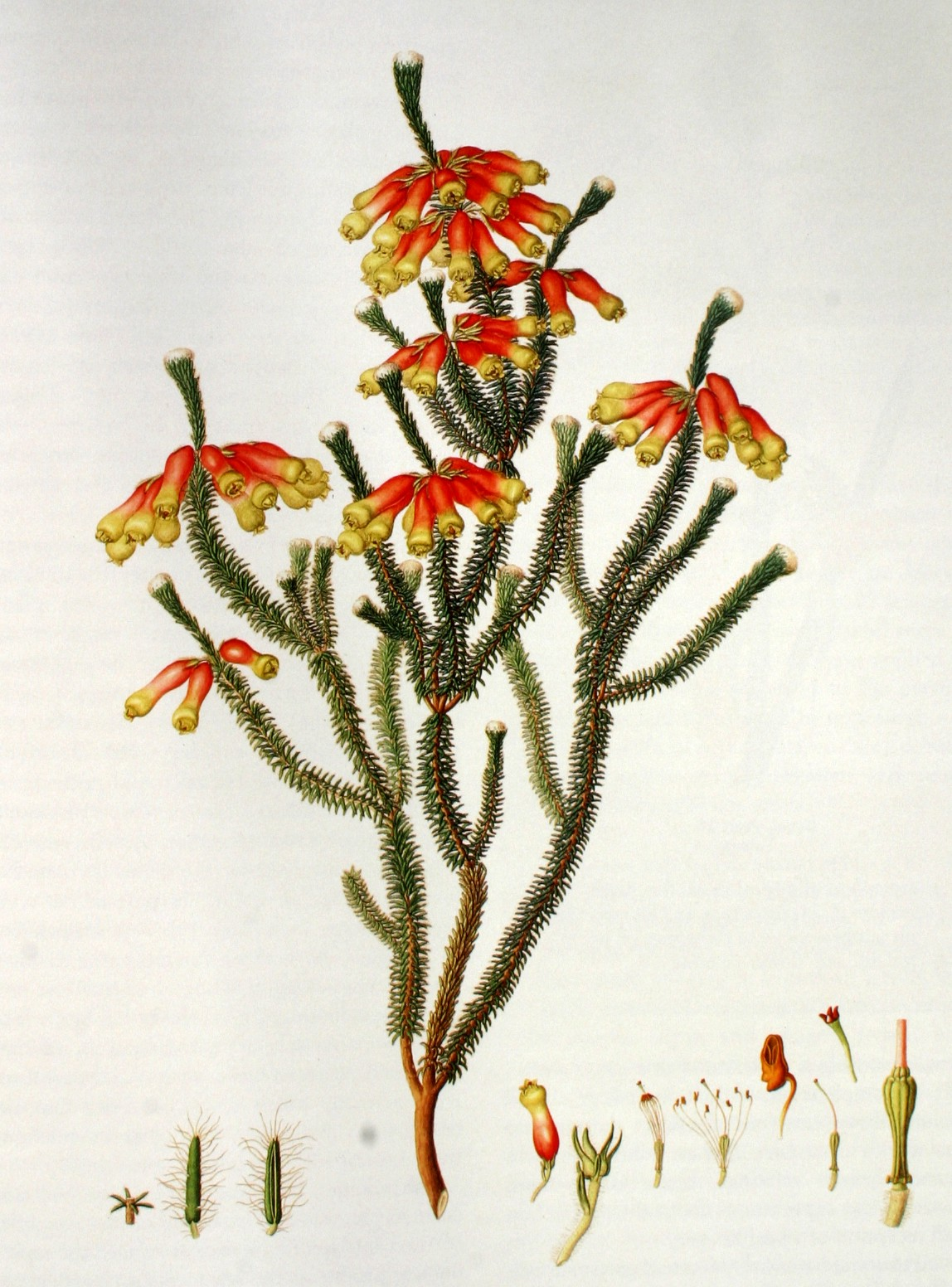